# 조영장
조영장(趙榮藏, 1941년 10월 18일 ~ )은 대한민국의 정치인이다. 제13·14대 국회의원을 지냈다. 본관은 백천이며, 인천 출생이다.

## 학력
- 인천도화국민학교 졸업
- 동산중학교 졸업
- 국립 체신고등학교 졸업
- 경희대학교 법과대학 졸업
- 연세대학교 행정대학원 수료

## 경력
- 동양주화 대표
- 인천상공회의소 의원
- 제13대 국회의원(인천 서구 / 민주정의당)
- 제14대 국회의원(인천 서구 / 민주자유당)
- 통일주체 국민회의 대의원
- 평화통일정책자문회의 위원
- 경희대학교 총동문회 부회장(인천동문회 회장)
- 국회 운영위원, 예결위원
- 민자당 원내 부총무
- 국회 교통체신 위원회 간사(법안 심사 위원장)
- 민자당 통신과학 기술 위원회 위원장
- 신한국당 인천광역시 지부 위원장
- 국무총리(박태준)비서실장

## 역대 선거 결과
|  | 32.48% |

|  | 31.10% |

|  | 31.22% |

|  | 33.39% |